# Hugo Roellinger

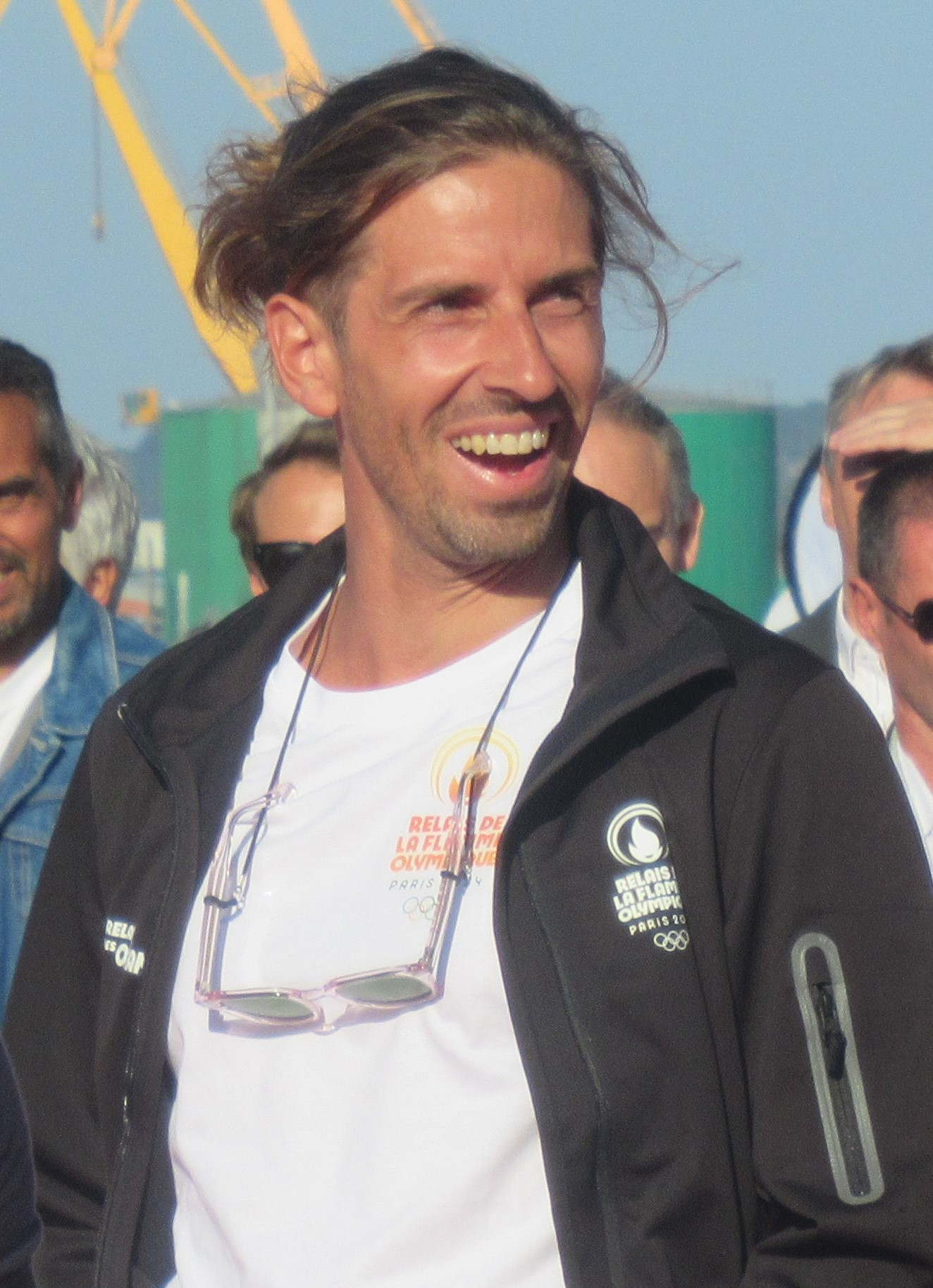
Hugo Roellinger (2024)

Hugo Roellinger (* Februar 1988 in Saint-Malo) ist ein französischer Koch. Er ist Küchenchef des Restaurants Le Coquillage in Saint-Méloir-des-Ondes, das mit drei Michelinsternen ausgezeichnet ist.

## Werdegang
Hugo Roellinger ist der Sohn von Olivier Roellinger, unter dem das Restaurant ebenfalls mit drei Michelinsternen ausgezeichnet war.
Er studierte vier Jahre in Le Havre, wurde Offizier der Handelsmarine und übte diesen Beruf zweieinhalb Jahre aus. Dann entschied er sich, in die Fußstapfen seines Vaters zu treten. Er absolvierte drei Lehrjahre bei den Spitzenköchen Michel Bras, Michel Troisgros, Pierre Gagnaire und Michel Guérard.
2014 wurde er Küchenchef im Restaurant Le Coquillage (deutsch die Muschel). Im ersten Jahr hielt er den Michelinstern, 2019 wurde das Restaurant mit zwei Michelin-Sternen ausgezeichnet und 2020 zusätzlich mit einem grünen Stern.
Roellinger beschrieb seine Küche 2017 als „zutiefst maritim, die den kalten Geschmack der Tiefsee hat und sich beim Kontakt mit den Gewürzen vom Ende der Welt erwärmt“. 2021 wurde er vom Gault-Millau zum Koch des Jahres gekürt.
Im Jahr 2025 wurde das Restaurant mit drei Michelinsternen ausgezeichnet.

## Auszeichnungen
- 2014: Ein Michelinstern für das Restaurant Le Coquillage
- 2019: Zwei Michelinsterne für das Restaurant Le Coquillage
- 2021: Koch des Jahres, Gault-Millau Frankreich
- 2015: Drei Michelinsterne für das Restaurant Le Coquillage